# Himatolabus umbosis
Himatolabus umbosis es una especie de coleóptero de la familia Attelabidae.

## Distribución geográfica
Habita en México.